# Hydrobryopsis sessilis
Hydrobryopsis sessilis là một loài thực vật có hoa trong họ Podostemaceae. Loài này được (Willis) Engl. mô tả khoa học đầu tiên năm 1930.